# Sistema Vulcânico Fissural dos Picos
O Sistema Vulcânico Fissural dos Picos é um estrutura vucano-tectónica localizado na região centro-oeste da ilha de São Miguel, nos Açores, desenvolvendo-se desde o bordo sueste da caldeira do Vulcão das Sete Cidades até à vertente oeste do Vulcão de Água de Pau, numa extensão de aproximadamente 23 km.